# 鹿耳門媽祖廟

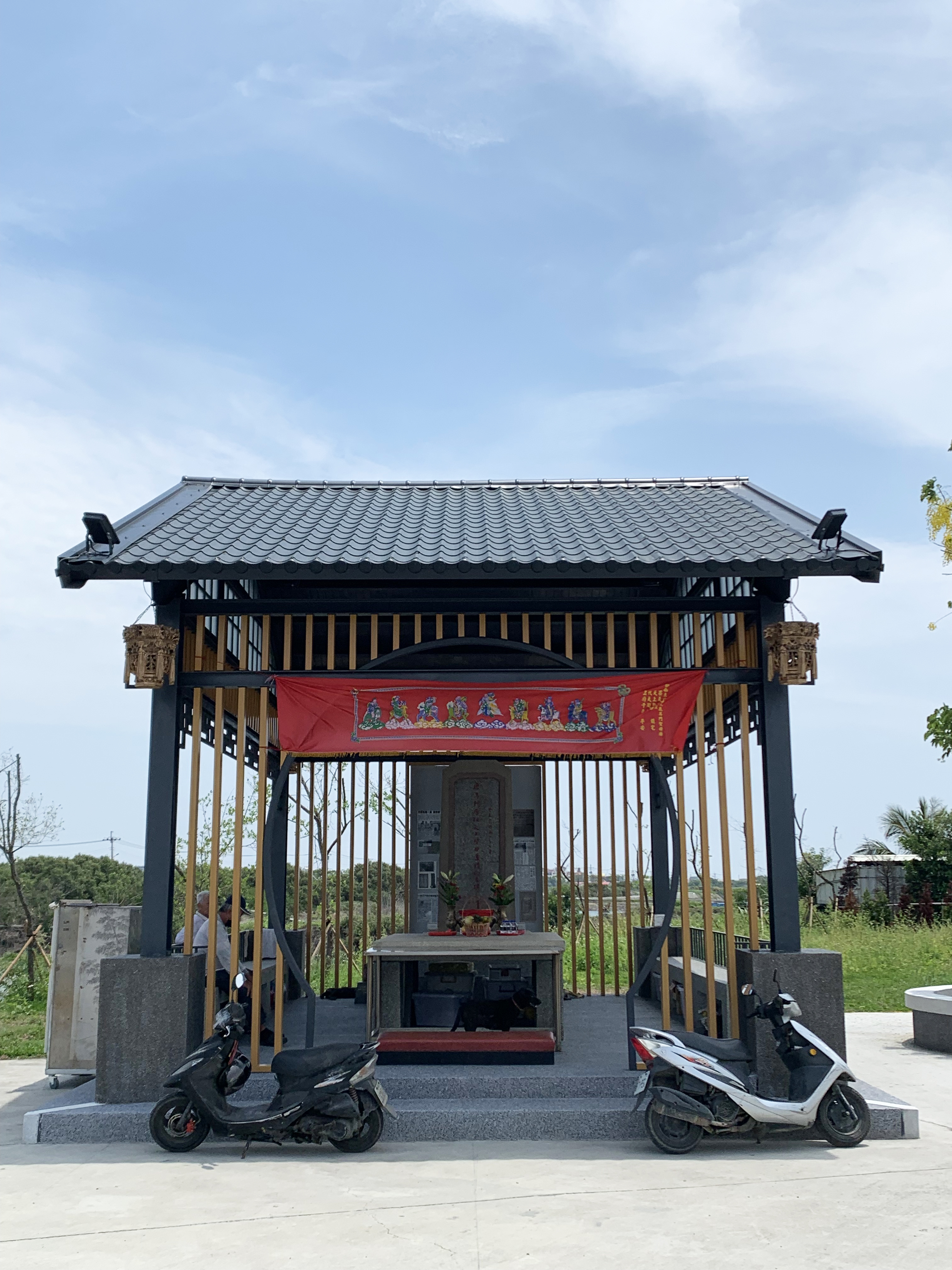
鹿耳門媽祖廟舊址紀念碑今貌 (正統鹿耳門聖母廟所立)

鹿耳門媽祖廟是清朝時位於今臺灣臺南市安南區境內鹿耳門（現在在土城的城南里境內）一地的媽祖廟，於清朝晚期毀於洪水。該廟後來又有鹿耳門天后宮、鹿耳門聖母廟等稱呼。目前位於土城的正統鹿耳門聖母廟與顯宮（媽祖宮）的鹿耳門天后宮皆主張是舊廟法脈的繼承者。兩廟對於「鹿耳門媽」（開基媽）的下落說法不同，土城正統鹿耳門聖母廟主張鹿耳門媽寄祀在海安宮，後於日大正七年（1918年）被迎回，而顯宮（媽祖宮）的鹿耳門天后宮則主張鹿耳門媽（開基媽）是被供奉在當地民居，由值班爐主祭祀，現存於該廟之中。
為了與現在的鹿耳門天后宮、鹿耳門聖母廟區分，本條目使用「鹿耳門媽祖廟」稱呼此廟。

## 沿革

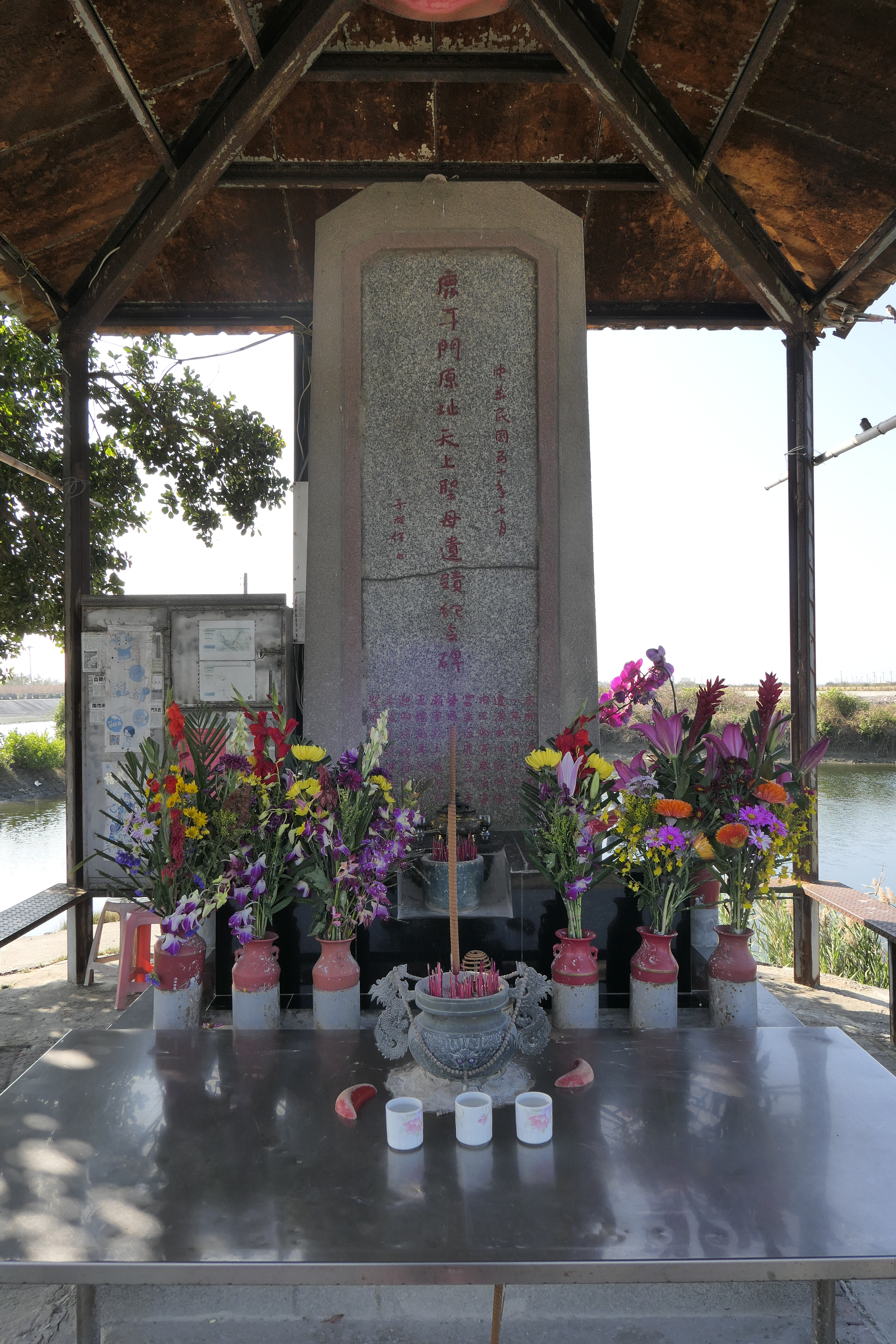
鹿耳門原址天上聖母遺蹟紀念碑

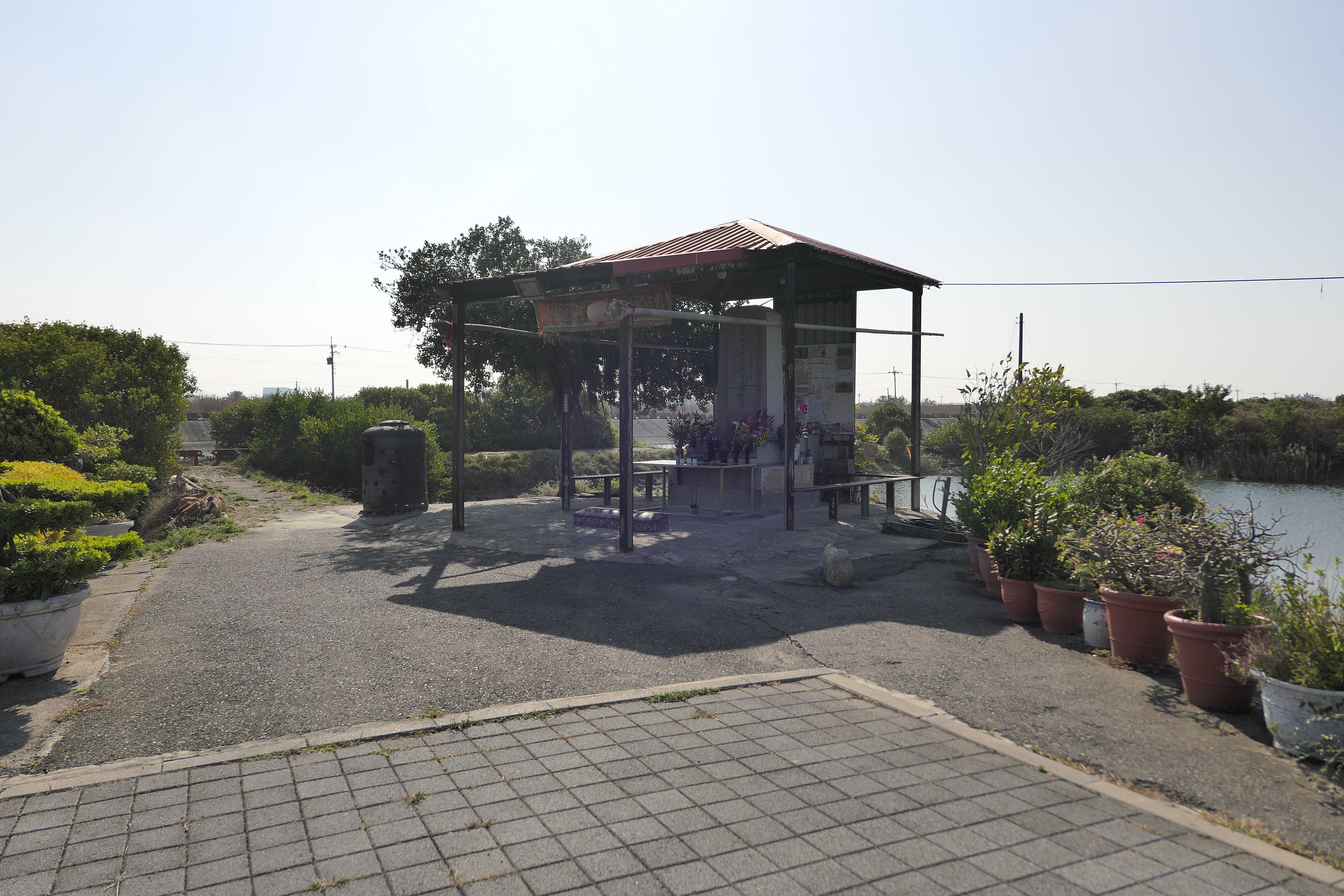
整修前的鹿耳門媽祖廟舊址紀念碑

鹿耳門媽祖廟是臺灣早期興建的媽祖廟之一，但建廟年代有數個說法。一說荷蘭時期已有漁民在鹿耳門搭建草寮供奉水仙、媽祖與佛祖（各供奉在前、中、後殿），鄭成功來臺後為感謝媽祖庇佑而加以擴建並供奉隨艦護軍的媽祖神像:24。另一說則指該廟是鄭成功所建，以感謝媽祖顯靈令潮水高漲，大軍得以從鹿耳門進入臺江內海:198:42。至於康熙年間成書的《臺灣縣志》則記載「鹿耳門媽祖廟，康熙五十八年各官捐俸同建。」。盧嘉興認為明鄭時期並沒有祭祀媽祖，認為應以康熙五十八年（1719年）興建的說法為是。《鹿耳門志》一書認為媽祖廟草創於明永曆十六年（1661年），康熙五十八年（1719年）是官方捐資擴建:198。

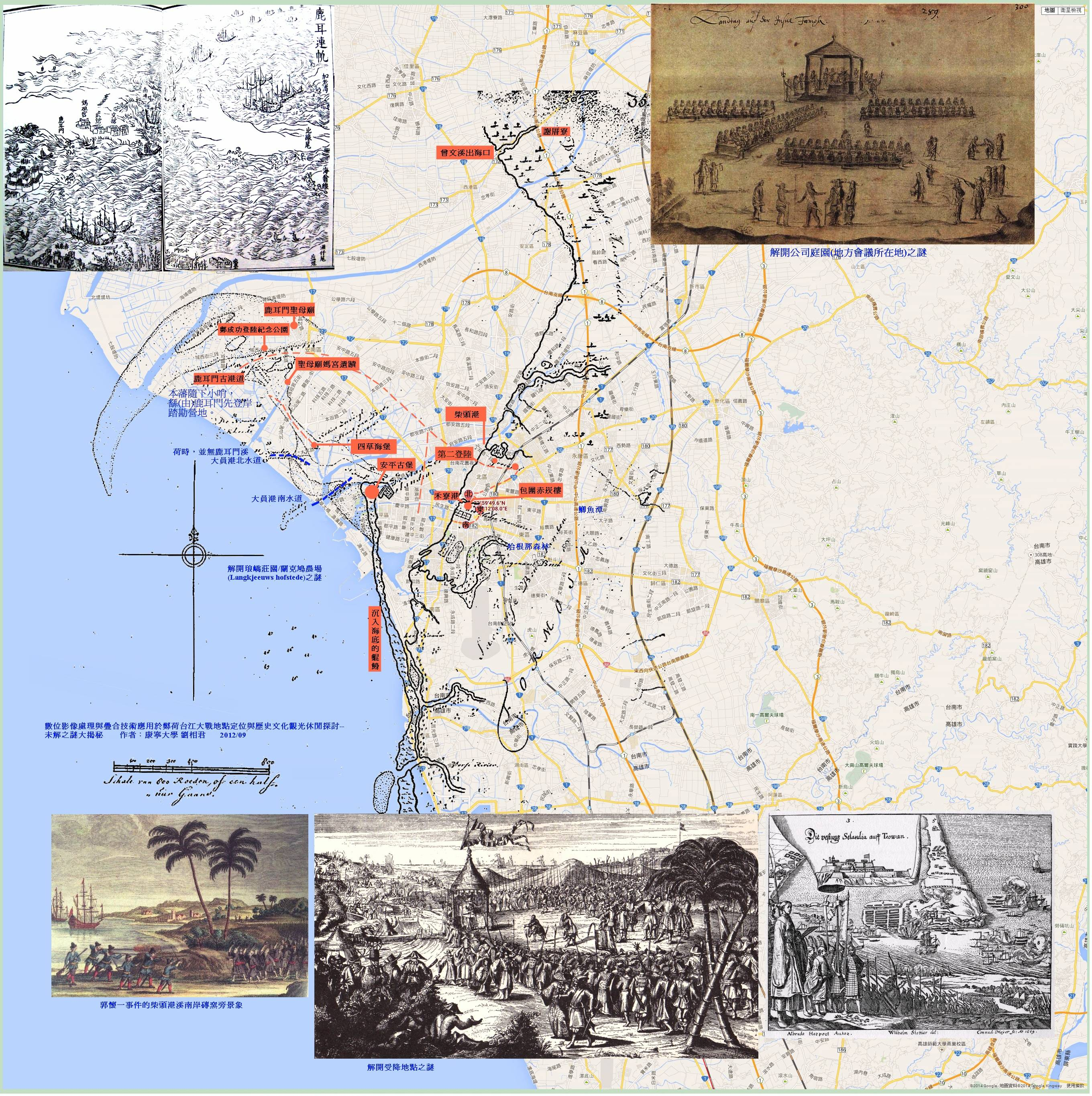
1652 Plockhoy「大員及其附近地區海圖」與2012google疊合地圖

《臺南土城正統鹿耳門聖母廟廟誌》則認為是明鄭前已有廟宇，康熙五十八年（1719年）是官捐俸祿重建:30、36。然而在比《臺灣縣志》所載年代更早繪製的〈康熙臺灣輿圖〉中，於北線（汕）尾島北端的鹿耳門汛旁繪有「媽宮」:58，顯示可能媽祖廟在此前已存在，為民間興建的小廟:25。
而據《臺灣縣志》記載，康熙年間的鹿耳門媽祖廟前殿供奉媽祖，後殿供奉觀音，兩旁有僧舍六間供僧人居住。又相傳當時媽祖廟縱橫各60步，廟前有3棵大榕樹，左右兩側建有供官兵住宿的文武館:201:43。乾隆四十二年（1777年），臺灣府知府蔣元樞在該廟附近建「鹿耳門公館」，正室五進，東西各有耳房，並在該年四月立碑為記:201:43。之後據《續修臺灣縣志》嘉慶年間仍有總鎮愛新泰重修:26。

### 曾文溪改道與大水毀廟
道光三年（1823年）七月，曾文溪改道，自鹿耳門出海，導致鹿耳門港道淤塞難以通行，媽祖廟的香火也因而不再旺盛:202:45。而由於鹿耳門周邊出現大量新墾地，府城三郊也設立「萬益館」招佃開墾:26。又為管理近港淤埔地，沿岸設有「三郊鹿耳門界」地碑:26。道光十一年（1831年）曾文溪洪水氾濫，廟宇也遭水淹，三郊公於與當地居民立「箕水豹」神碑以鎮水:42。咸豐十年到同治元年（1860年─1862年）這段期間，「天后宮」有重建過一次，立有「重興天后宮碑記」:202、203。根據碑文上的捐款資料，可知捐款者有官員與郊商，又以「三郊公局」出資最多:203。三郊參與此次重修，進而接手管理廟務{，將所轄的浮覆地劃為祭祀公業（媽祖婆地），並立有「鹿耳門聖母廟界」的香田界碑:26
同治十年（1871年），鹿耳門媽祖廟毀於洪水，但在廟毀之前廟中神像已被搶救出來，祭祀在同為府城三郊管理的水仙宮與海安宮。據說大水來時，信徒們已將大小神像搶救出廟，唯獨媽祖神像因神明指示不能移動，一動則廟倒庄毀，但在水淹至神壇時，廟公林贊與信徒林硯、林白等人決定將媽祖神像搶救出廟，媽祖廟隨即被大水淹沒:204:47。另有傳說說洪水來臨前，鹿耳門媽已透過乩童洩漏天機，並頒數張靈符，指示將之綁於竹竿頂端插於宮前，可保地方平安。但是在洪水來襲時，乩童因為心中驚恐而丟下綁有靈符的竹竿，大呼留守的廟公林贊等人搶救神像，之後廟宇因地基掏空往東北傾斜，沒入水中。之後鹿耳門媽指示說該符本可定洪水，可惜眾人定力不夠難逃此劫。而由於洩漏天機，鹿耳門媽因而受罰，此後有近50年的「寄普」歲月。
又有一說沖毀媽祖廟的洪水發生在同治十三年（1874年），但在此前的道光十一年（1831年）八月廟中眾神像已經被時任三郊鹿耳門事務總管郭光藩護送到海安宮去:44。
而在《臺灣日日新報》大正三年（1914年）〈鹿耳門浮復〉報導中，提到舊廟近來漸漸浮復，附近土城仔的居民前來收拾之事:29。當時舊廟遺跡埋入水中約三四丈深，木材無存，留下磚石部分，而廟中器具似乎沒有缺失:29。

## 位置
鹿耳門媽祖廟在古地圖的標示情形如下：
| 地圖              | 描繪情形                                               |
| ----------------- | ------------------------------------------------------ |
| 康熙臺灣輿圖      | 北線尾島之北段，靠近外海，廟名「媽宮」。               |
| 《臺灣縣志‧山川》 | 北線尾島南端，靠近內海，廟名「媽祖廟」。               |
| 乾隆臺灣輿圖      | 北線尾島中線靠北處，廟名「媽祖宮」，北邊有文武館並列。 |

## 相關文物
| 名稱               | 圖片 | 說明 |
| ------------------ | ---- | --- |
| 新建鹿耳門公館碑記 |      | 現存於鹿耳門天后宮。該石碑是民國70年（1981年）11月17日，臺南市政府疏濬鹿耳門溪時所發現:201。立碑時間是乾隆四十二（1777年）年四月:201:43。 |
| 重興天后宮碑記     |      | 上圖為存放於正統鹿耳門聖母廟文物館內的原始石碑，下圖為鑲於鹿耳門天后宮牆上的仿碑:203。該石碑是民國69年（1980年）12月26日疏濬鹿耳門溪時所發現，雖沒有落款年代，但根據碑文中的官員任職時間 ，立碑年代大約是咸豐十年到同治元年（1860年─1862年）:203。 |

## 俗諺
- 竹筏港敗地理，媽祖宮走大水：道光年間鹿耳門港道淤塞後，府城三郊在國賽港（郭賽港、國寨港）到鹿耳門之間開鑿運河「竹筏港」[8]。據說當時「清港官」黃任[註 14]在動工之前曾被鹿耳門媽託夢，說若是開鑿竹筏港（竹棑仔港），此地風水必敗[8]。但最後竹筏港仍被開鑿[註 15]，相傳鹿耳門龍脈被毀，地靈流了三天三夜的血，最後鹿耳門媽祖廟（天后宮）被洪水沖毀[8]。盧嘉興《鹿耳門地理演變考》提到根據佳里鎮蚶寮人黃琴（73歲）的採訪記錄，其祖父便是黃任，而因為此事其子孫不得安寧，所以每年都要到媽祖宮燒金贖罪[8][10]:133。另外據涂順從《北汕尾年節之旅》訪問「媽祖宮仔」（顯宮）藝術家林中信的田調記錄，他認為鹿耳門媽祖廟的毀壞的確與竹筏港的存在有關[4]:204。林中信認為原本當時鹿耳門港已經淤積，大水來時會很快佈滿，不會繼續沖刮[4]:204。但因為有竹筏港水道「疏導」，大水流到鹿耳門一帶仍持續沖刮，導致廟宇地基被挖空而往東北傾斜倒塌[4]:204。

- 鹿耳門寄普、海安宮寄佛：「鹿耳門寄普」指媽祖廟毀於洪水後，原本該廟舉辦的中元普渡由水仙宮代為舉行[註 16][8]。「海安宮寄佛」則是指府城三郊三益堂迎走鹿耳門媽祖廟大小神像後，將之寄祀於海安宮[8]。

## 外部連結
- 鹿耳門聖母廟廟地堀 鹿耳門媽祖的易址與繼承 （页面存档备份，存于）